# Deolin Mekoa
Deolin Quade Mekoa (Wentworth, 10 agosto 1993) è un calciatore sudafricano, centrocampista del Magesi.

## Carriera

### Club
Ha sempre giocato nella massima serie sudafricana.

### Nazionale
È stato convocato per le Olimpiadi del 2016.